# 駐在武官
駐在武官（ちゅうざいぶかん）とは、在外公館に駐在して軍事に関する情報交換や情報収集を担当する武官のことである。通常は軍人としての身分（軍服を着用して帯剣し階級を呼称する）と外交官としての身分（外交官として外交特権を有する）を併有する。軍事アタッシェやミリタリーアタッシェ(Military attache / Military attaché / Defense Attaché)あるいは軍人外交官ともいわれる。
日本では、第二次世界大戦以前は帝国陸軍・海軍から派遣され、「○○国在勤帝国大使館附陸軍武官」及び「○○国在勤帝国大使館附海軍武官」等と呼称した。
1954年（昭和29年）以降現在の日本では、防衛省（旧：防衛庁）からの自衛官の派遣となり、現在は「防衛駐在官」と呼称する。

## 活動内容
19世紀頃より各国において、駐在武官制度が認められるようになる。外交事務の中でも、特に軍事分野における交流の促進と、軍事情報の合法的な収集を目的とする。そのため、軍高官等との面談や各国武官団との情報交換等を行っている。派遣者の階級は、多くの場合、大佐ないし中佐級（現代日本では一佐・二佐）が派遣されており、接受国からは、大使・公使に次ぐ待遇を受ける。また、大使等と同様にアグレマンが必要である。
駐在武官は、軍事情報の合法的な収集を任務とするが、非合法なスパイ活動に関与していたことが発覚することもある。GRUの駐日ロシア大使館付武官のビクトル・ボガチョンコフ海軍大佐が、防衛庁防衛研究所に勤務する3等海佐から、秘密文書2件を受け取っていたことが発覚し、2000年（平成12年）9月に当該3等海佐が逮捕され、ボガチョンコフ大佐が日本を出国する事件があった（ボガチョンコフ事件）。事件後、防衛庁では、防衛局調査課に情報保全企画室を、各幕僚監部調査部調査課に情報保全室を設置したほか、各自衛隊の調査隊を情報保全隊に改組した。一方日本では、1987年（昭和62年）8月にソ連駐在の防衛駐在官が、2002年（平成14年）11月には中国駐在の防衛駐在官が、不適切活動の廉（やはりスパイ行為の疑い）で駐在国外務省からペルソナ・ノン・グラータ（好ましからざる人物）を通告されている。

## アメリカの駐在武官制度
アメリカ合衆国の駐在武官(Defense Attaché)は、アメリカ合衆国国防総省／国防情報局(DIA)が活動の調整を行っている。軍種間の重複や非効率を防ぐため、DIAが調整を行う方式は、1965年から採用された。駐在武官は、大使館内の駐在武官室(Defense Attache Offices,DAO)に勤務し、アメリカの軍事部門を代表しての活動や、駐在国の軍との調整、軍事情報の収集、大使館における軍事アドバイザーを務める。アメリカ沿岸警備隊からも駐在武官が派遣されている。
アメリカは1889年から駐在武官をロンドンやパリなどに、恒久的な派遣を開始し、第二次世界大戦終戦直後には45ヶ国へ派遣、1956年には71ヶ国へ166名を派遣していた。
派遣要員は、事前に統合駐在武官学校(Joint Military Attaché School,JMAS)において、語学や安全確保を含む研修を受けるが、ここでは家族向けの研修も開講されている。

## 日本の駐在武官制度

### 第二次世界大戦前
日本では、1875年（明治8年）に清国公使館付陸軍武官が派遣されたのを皮切りに、第二次世界大戦終結前までは、主要国に駐在武官が派遣されていた。1941年（昭和16年）頃の派遣国はアメリカ・イギリス・ドイツをはじめとして、陸軍は16ヶ国、海軍は20ヶ国に派遣している。正式な職名としてはたとえば「米国在勤帝国大使館附陸軍武官」（或いは海軍武官）で、大使館の組織内に設けられた陸軍部や海軍部の長を務め、大規模な大使館では補佐官を複数名配置した（昭和16年の時点で陸軍にはイギリス・ドイツ・ソ連・イタリア・中国・タイ・メキシコの9カ国に補佐官が配置されている）。語学に堪能であることが要請されるので特定の語圏に同一人物が派遣されることや、接受国人との個人的親交関係が貢献するので同一国の武官補佐官経験者が武官として派遣されることも多い。陸軍では陸軍大学校を経て参謀畑を歩む佐官クラスで経験することが多く、海軍ほど有名ではないが後の陸軍首脳陣の相当数も駐在武官等としての海外体験がある。
中には大島浩駐独武官のように特命全権大使に昇格する例外的人事も存在した。第二次世界大戦後の陸海軍解体に伴い、駐在武官制度も廃止された。
陸海軍の駐在武官は、それぞれ参謀総長（陸軍）または軍令部総長（海軍）の指揮下にあり、外務省の指揮下にはなかった。駐在武官が参謀本部または軍令部から指示を受けて活動することで、二元外交の弊害が生じたこともあったとされる。駐在武官は通信に外務省暗号を使用せず陸軍・海軍それぞれの暗号を使用していた。これらの事から戦後の防衛駐在官制度は諸外国の大使館付武官制と比べて規制が多くなっている。
陸軍では在外公館に勤務するいわゆる「駐在武官」の他に、陸軍技術本部駐在官と陸軍航空本部駐在官という制度があった。これはそれぞれ兵器技術や航空技術の交流や情報収集の為に配置されていたが、アメリカやイギリスのように大使館に駐在武官補佐官が配置されている場合は兼任する例も見られる。
イギリス植民地であったインドには当然大使館はないが、「印度駐箚武官」が任命されている。また、国際連盟の常設委員会に軍部から代表を派遣した。正式名称は「国際連盟陸海空軍問題常設諮問委員会に於ける帝国陸（海・空）軍代表者」で、「国際連盟陸（海・空）軍代表」と通称された。代表は少将級で、空軍代表は陸海軍から交替で任命され後に何れかが兼任した。代表には佐官級の「代表随員」が附属した。
駐在武官に関する法令としては次のものなどがあった。
- 外国駐在視察陸軍武官給与令（明治29年勅令第68号。明治30年6月19日勅令第216号により廃止。）
- 外国駐在陸軍武官給与令（明治30年6月19日勅令第216号。明治30年10月1日施行。）
- 外国駐在陸軍武官ノ旅費ニ関スル件（大正7年5月1日勅令第112号。即日施行。）
- 外国駐在海軍武官手当金規則（明治32年3月27日勅令第72号。明治32年4月1日施行。）

### 防衛駐在官制度
現行の「防衛駐在官」制度は、1954年（昭和29年）に発足し、陸海空の自衛隊より自衛官が派遣されることとなった。外務大臣及び在外公館長の指揮監督下にあるが、自衛官の身分も併せ持つ。「外務職員の公の名称に関する省令」により「在外公館に勤務し、主として防衛に関する事務に従事する職員」を防衛駐在官と呼称している。「防衛庁出身在外公館勤務者の身分等に関する外務事務次官、防衛庁次長覚書」（昭和30年8月8日）では戦前の反省から、一般の在外公館勤務者と比して、防衛駐在官の制約が大きく、防衛庁との直接連絡を行わないことも規定されていた。その後、防衛駐在官制度が十分に確立され、自衛隊の役割が拡大してきたことに鑑みて「防衛駐在官に関する覚書」（平成15年5月7日）が締結された。新覚書では、旧覚書と同様に防衛駐在官の階級呼称・制服着用権を定め、また外務大臣等からの指揮監督についても「他の在外公館勤務者と同様に」の文言が入り確認的な表現となっている。防衛駐在官の本国への連絡通信についてはなお外務省経由のものとなるが、防衛駐在官の防衛情報を外務省が防衛省に自動的かつ確実に伝達する協約となった。なお、この際に防衛駐在官の対外的呼称を「一等書記官（又は参事官）兼防衛駐在官」ではなく、「防衛駐在官・1等陸（又は海・空）佐」とできるように運用も改められた。なお、防衛駐在官以外に防衛省出身のシビル・アタッシェ（自衛官以外の防衛省職員）や留学生も派遣されている。
派遣先は徐々に増えており、1979年には22ヶ国であったが、2013年1月1日時点では、49名（陸23名・海13名・空13名）が、38カ所の在外公館に派遣されている。国際儀礼にならい、通常は1佐（三）が防衛駐在官に補職されるが、米国首席防衛駐在官は将補（二）が指定される（平成23年8月5日以降、首席防衛駐在官は空将補）。また、外務省職員（外交官）としての地位は派遣国によって異なり、1佐の場合、参事官（主要国のみ）又は一等書記官となる。
また、在外公館の警備立案に関して、在外公館警備対策官の官職が設置されており、自衛官もこれに出向している。

### 著名な日本の駐在武官等
1954年以降は、防衛駐在官を参照。

#### 陸軍武官
寺内正毅1882年（明治15年）に駐仏公使館付武官としてフランスに留学する。後に元帥陸軍大将・内閣総理大臣。
神尾光臣明治25年4月28日に清国公使館附。後に陸軍大将。
大迫尚道（陸士旧2期）明治24年12月-明治26年7月の間、ドイツ公使館付（砲兵少佐）。後に陸軍大将。
柴五郎（陸士旧3期）1900年（明治33年）に駐清公使館付武官（陸軍中佐）となる。義和団の乱時の北京駐在武官で公使館篭城戦を指導する。後に陸軍大将。
明石元二郎（陸士旧6期）日露戦争直前の1902年（明治35年）にロシア公使館付武官となる。駐仏公使館付武官も経験する。後に陸軍大将。
宇都宮太郎（陸士旧7期）明治34年1月-明治39年にイギリス大使館附武官（現地へ少佐で赴任し中佐を経て大佐まで昇任した）。後に陸軍大将。
山梨半造（陸士旧8期）駐墺公使館付武官を経て駐独大使館付武官となる。後に陸軍大将。
久松定謨（陸士旧11期相当）明治35年8月にフランス公使館附武官代理（大尉）、同年9月に同武官心得（大尉）、明治36年11月から明治39年まで駐在武官（少佐）。最終階級は陸軍中将。
伊地知幸介（陸士2期）駐英公使館附。明治33年に参謀本部第一部長になる。最終階級は陸軍中将。
渡辺錠太郎（陸士8期）1907年（明治40年）にドイツ駐在（陸軍大尉）。1909年（明治42年）に駐独大使館付武官補佐官（陸軍少佐）。1917年（大正6年）に駐蘭大使館付武官（陸軍大佐）となる。後に陸軍大将。
本庄繁（陸士9期）大正14年5月支那在勤帝国公使館附陸軍武官（陸軍少将）。後に陸軍大将。
松井石根（陸士9期恩賜・陸大19期恩賜）駐清公使館付武官となって以降、支那畑を歩む。後に陸軍大将。
香椎浩平（陸士12期・陸大21期）1921年（大正10年）に駐独大使館付武官兼駐スウェーデン公使館付武官となる。後に陸軍中将。
杉山元（陸士12期）1915年にインド駐在武官になる。後に元帥陸軍大将。
畑俊六（陸士12期・陸大22期）駐独大使館付武官補佐官となる。後に元帥陸軍大将。
梅津美治郎（陸士15期首席・陸大23期首席）1933年（昭和8年）11月1日に駐スイス公使館付武官となる。太平洋戦争の降伏文書調印式に、大本営全権として重光葵と共に出席。
磯谷廉介（陸士16期）昭和10年に参謀本部第二部長から駐華大使館付武官（陸軍少将）になる。
板垣征四郎（陸士16期・陸大28期）駐華武官補佐官。駐満大使館付武官兼関東軍参謀副長。後に陸軍大将。
岡村寧次（陸士16期）昭和8年2月から満州帝国駐箚陸軍武官。後に陸軍大将。
小畑敏四郎（陸士16期）駐ソ大使館付武官。後に陸軍中将。
藤田進（陸士16期）フランス・チリ駐在を経て、大正10年4月20日に駐チリ公使館附武官となる。大正11年12月28日帰国。後に陸軍中将。
永田鉄山（陸士16期首席・陸大23期恩賜）1920年（大正9年）に駐スイス武官となる。
前田利為（陸士17期・陸大23期恩賜）1927年（昭和2年）7月26日-1930年（昭和5年）8月1日に駐英大使館附武官となる。後に陸軍大将。
東條英機（陸士17期・陸大27期）1919年（大正8年）8月に駐スイス武官となる。後に陸軍大将、内閣総理大臣。
大島浩（陸士18期恩賜・陸大27期）駐墺・駐ハンガリー陸軍武官を経験する。駐独陸軍武官となっている間に、陸軍大佐から陸軍中将まで昇進する。後に駐独大使になる。
山下奉文（陸士18期・陸大28期恩賜）駐スイス公使館付武官補佐官を経験する。1927年（昭和2年）に駐墺大使館兼駐ハンガリー公使館付武官（陸軍中佐）となる。後に陸軍大将。マニラ軍事裁判にて戦犯とされ刑死。
今村均（陸士19期）1918年10月-駐在武官補としてイギリスに派遣（大尉）、1927年4月-駐在武官としてインドに派遣。後に陸軍大将。
熊谷敬一（陸士19期）大正11年12月12日-大正13年10月14日駐米大使館付武官補佐官（陸軍歩兵大尉）。後に陸軍中将。
田中静壱（陸士19期）駐米陸軍武官。後に陸軍大将。
石原莞爾（陸士21期・陸大30期恩賜）1938年（昭和13年）に駐満大使館付陸軍武官となる。後に陸軍中将。
樋口季一郎（陸士21期・陸大30期）駐ポーランド陸軍武官。この時代に欧州におけるユダヤ人の処遇を見聞したことが後に迫害されていたユダヤ人保護へとつながる。最終階級は陸軍中将。
鈴木貞一（陸士22期）駐支那公使館付武官補佐官。後に陸軍中将、企画院総裁、貴族院議員。
橋本欣五郎（陸士23期）駐トルコ公使館付武官となる。後に陸軍砲兵大佐で予備役編入。
河辺虎四郎（陸士24期・陸大33期恩賜）1932年（昭和7年）に駐ソ大使館付武官となる。
櫛淵鍹一（陸士24期）大正14年9月-イギリス駐在を命ぜられる（騎兵大尉）。昭和3年3月-12月にイギリス大使館附武官補佐官（騎兵少佐）。
酒井康（陸士24期）昭和6年1月9日-駐伊大使館附陸軍武官。最終階級は陸軍中将。
井上靖（陸士26期）昭和4年4月12日-同年12月中華民国在勤帝国大使館附武官補佐官。中国通で後に興亜院華北連絡部次長ともなる。最終階級は陸軍少将。
栗林忠道（陸士26期）1927年（昭和2年）駐米大使館付武官補佐官（陸軍騎兵大尉）としてワシントンに駐在。1931年-8月カナダ公使館付武官（陸軍騎兵少佐）となる。後に硫黄島の戦いにて戦死。陸軍大将となる。
有末精三（陸士29期恩賜・陸大36期恩賜）駐伊武官となる。最終階級は陸軍中将。
本間雅晴（陸士19期・陸大27期恩賜）駐英武官となる。最終階級は陸軍中将。マニラ軍事裁判にて刑死。
今井武夫（陸士30期）1935年（昭和10年）12月　中華民国在勤帝國大使館付武官補佐官（北平）。1944年（昭和19年）9月 中華民国在勤帝國大使館付武官（南京）。最終階級は陸軍少将。
小野寺信（陸士31期）1940年（昭和15年）11月に駐スウェーデン公使館付武官となる。後に、ナチス・ドイツのヴァルター・シェレンベルク親衛隊少将とともにスウェーデン王室との間で和平工作を行うも、失敗に終わる。階級は陸軍少将。

#### 海軍武官
斎藤実（海兵6期）1884年（明治17年）から4年間にわたり駐米公使館付海軍武官として勤務する。後に海軍大将、内閣総理大臣。
広瀬武夫（海兵15期）1897年（明治30年）ロシア帝国に留学し、引き続き1899年～1902年まで駐露海軍武官として奉職する。後に旅順港閉塞作戦で戦死する。
野村吉三郎（海兵26期）オーストリア、ドイツ駐在を経て、1914年（大正3年）～1918年（大正7年）に駐米大使館付武官となり、当時海軍次官のフランクリン・ルーズベルト（後の第32代米大統領）と親交を結ぶ。後に海軍大将、1940年に駐米大使となる。
永野修身（海兵28期）1920年（大正9年）～1923年（大正12年）に駐米大使館付武官（海軍大佐）となる。1913年（大正2年）～1915年にハーバード大学に留学経験がある。後に元帥海軍大将。
米内光政（海兵29期）ロシア革命直前の1915年（大正4年）～1917年（大正6年）に駐露武官となる。後に海軍大将、内閣総理大臣。
嶋田繁太郎（海兵32期）1916年（大正5年）～1919年（大正8年）まで駐伊大使館付海軍武官（海軍少佐）となる。後に海軍大将。
山本五十六（海兵32期）1919年（大正8年）～1921年（大正10年）に米国ハーバード大学に留学している。1925年（大正14年）～1927年（昭和2年）駐米大使館付武官（海軍大佐）となる。後に贈元帥海軍大将。
古賀峯一（海兵34期）1920年～1922年にフランスに駐在、1926年-1928年に再度駐仏大使館付武官。後に贈元帥海軍大将。
高須四郎（海兵35期）1923年（大正12年）～1924年（大正13年）駐米大使館付武官補佐官（海軍少佐-海軍中佐）。1930年（昭和5年）～1932年（昭和7年）駐英大使館付武官（海軍大佐）。後に海軍大将。
野村直邦（海兵35期・海大18期）1929年（昭和4年）～1931年に駐独大使館付武官となる。後に海軍大将。
雪下勝美（海兵36期）1929年（昭和4年）～1933年（昭和8年）駐アルゼンチン大使館附武官兼ブラジル大使館附武官（海軍大佐）。1941年（昭和16年）～1944年（昭和19年）駐アルゼンチン大使館附武官兼チリ公使館附武官（海軍少将）
井上成美（海兵37期）1927年（昭和2年）に駐伊武官（海軍中佐）となる。後に海軍大将。
遠藤喜一（海兵39期）1931年（昭和6年）～1934年に駐独大使館付武官となる。後に戦死により海軍大将となる。
左近允尚正（海兵40期）駐泰王国大使館付武官となる。終戦時は海軍中将。
山口多聞（海兵40期）1934年（昭和9年）～1936年（昭和11年）駐米大使館付武官（海軍大佐）となる。後に戦死により海軍中将。
横井忠雄（海兵43期）1934年（昭和9年）～1936年に駐独大使館付武官となる。後に海軍少将で終戦を迎える。
松田千秋（海兵44期）1930年（昭和5年）～1931年に駐米大使館付武官補佐官となる。後に海軍少将で終戦を迎える。
小島秀雄（海兵44期）1936年（昭和11年）～1938年に駐独大使館付武官となる。後に海軍少将で終戦を迎える。
佐薙毅（海兵50期）
米国大使館付武官補佐官。終戦後は航空自衛隊に入隊し、第2代航空幕僚長を務める。
源田実（海兵52期・海大35期）1938年（昭和13年）12月～駐英大使館付武官補佐官として、欧州戦線を間近で見る。終戦時は海軍大佐。戦後第3代航空幕僚長を務めたのち自由民主党議員に転身。
中山定義（海兵54期恩賜・海大36期）昭和16年～ブラジル大使館付武官補佐官、昭和17年-チリ公使館付武官など、南米諸国に駐在する。終戦時は海軍中佐。後に海上自衛隊海将となり、海上幕僚長を務める。
藤村義朗（海兵55期・海大37期首席）1940年（昭和15年）10月～駐ベルリン大使館付武官補佐官（少佐→中佐）。後にフィンランドやフランスの武官補佐官も兼務。1945年4月にスイス公使館付海軍顧問輔佐官となる（日本海軍はスイスには武官を駐在させておらず、藤村が戦後に「スイス公使館付駐在武官」と自身について記しているのは正しい記述ではない）。これ以降、ドイツ人フリードリヒ・ハックを介してアメリカのアレン・ウェルシュ・ダレスを通じた対米和平・終戦工作に奔走するも失敗。『アナザー・ウェイ ―D機関情報―』の関谷中佐のモデル。戦後は商社「ジュピターコーポレーション」を興し社長。

## 文献
- 鈴木健二『駐独大使 大島浩』 芙蓉書房 1979年
- 鈴木健二『在外武官物語』 芙蓉書房 1984年
- 小野寺百合子『バルト海のほとりで；武官の妻の大東亜戦争』 共同通信社 1985年 ISBN 4-7641-0178-5 著者は駐スウェーデン公使館付武官だった小野寺信陸軍少将の夫人
- 海辺和彦『日本大使館付駐在武官』 徳間書店 1993年 ISBN 4-19-860044-9
- 堀栄三『大本営参謀の情報戦記：情報なき国家の悲劇』 文藝春秋 1996年 ISBN 4-16-727402-7
- 『消えた潜水艦とたった一人の和平工作』日本テレビ『知ってるつもり?!』2000年5月28日放送分バックナンバー